# Svetozar Vujović

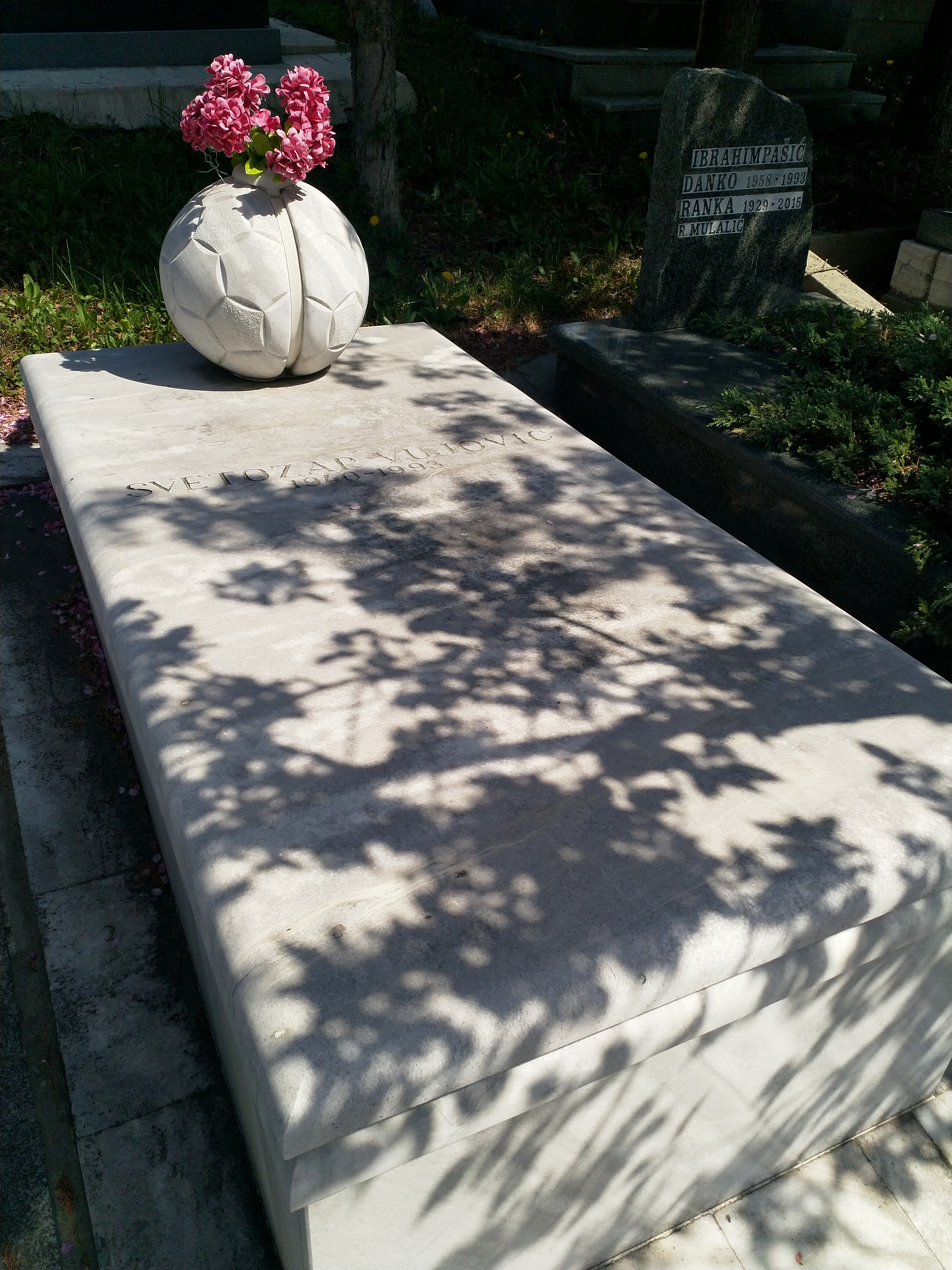

Svetozar Vujović (Bajči, 3 marzo 1940 – Sarajevo, 16 gennaio 1993) è stato un calciatore jugoslavo, bosniaco dal 1991, di ruolo difensore.

## Palmarès

### Club
- Campionato jugoslavo: 1

Sarajevo: 1967